# Fonthill Bishop
Fonthill Bishop – wieś w Anglii, w hrabstwie Wiltshire. Leży 22 km na zachód od miasta Salisbury i 145 km na zachód od Londynu.